# ESPN
ESPN (abreviat de la Entertainment and Sports Programming Network) este un canal de televiziune global din SUA, emis prin cablu și satelit. Canalul este specializat în transmiterea programelor sportive atât live, cât și în reluare, inclusiv meciuri și talk show-uri.

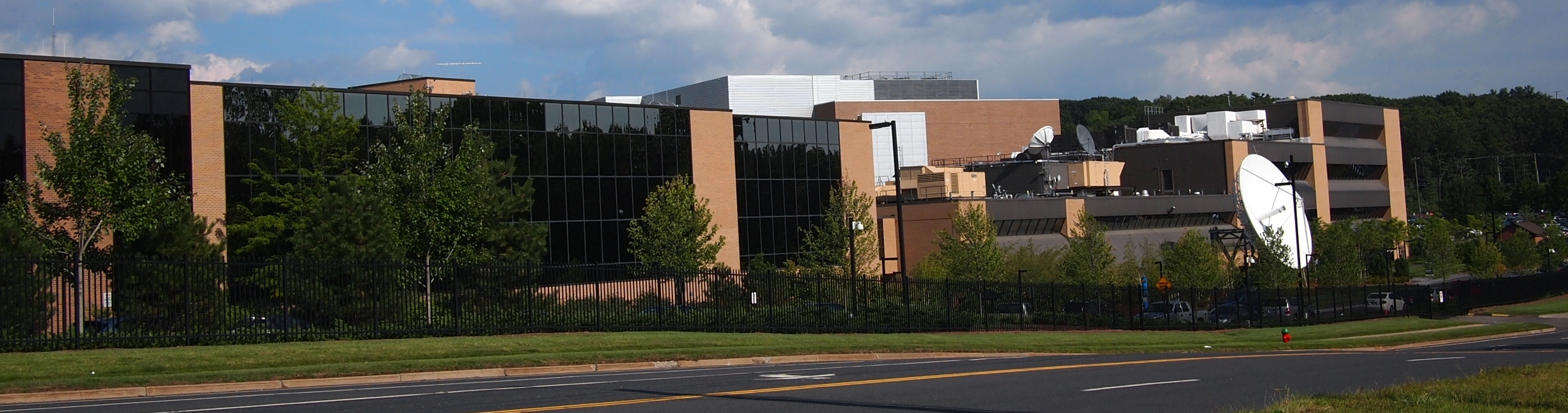
Sediul ESPN din Bristol, Connecticut

Conform situației din august 2013, aproximativ 97.736.000 de gospodării americane (85.58% din clienții de cablu și satelit) recepționează ESPN.